# Hila (Ambon)
Hila ist ein Dorf auf der indonesischen Insel Ambon, circa 17 km entfernt von der Großstadt Ambon. Der Ort liegt im Regierungsbezirk (Kabupaten) Maluku Tengah im Distrikt (Kecamatan) Leihitu. Hila bildet eine eigene Verwaltungseinheit (Desa) mit 7707 Einwohnern (2020).

## Wirtschaft
Die meisten Leute in Hila leben von der Landwirtschaft und Fischerei. Hauptanbauprodukte sind Kokosnüsse, Sagopalmen, Cassava und Gewürznelken.

## Bauwerke
In Hila stehen drei Bauwerke mit bedeutender geschichtlicher Relevanz.

### Fort Amsterdam
Eine 1637 von der Niederländischen Ostindien-Kompanie erbaute Festung. Siehe Fort Amsterdam.

### Masjid Tua Wapauwe
Eine im Jahr 1414 erbaute Moschee, die als eine der ältesten Moscheen in Indonesien gilt.

### Gereja Tua Immanuel
Eine Kirche, die von den Portugiesen errichtet wurde. Sie wurde 1999 bei den Aufständen in Ambon zerstört, aber mittlerweile wieder renoviert.

## Galerie

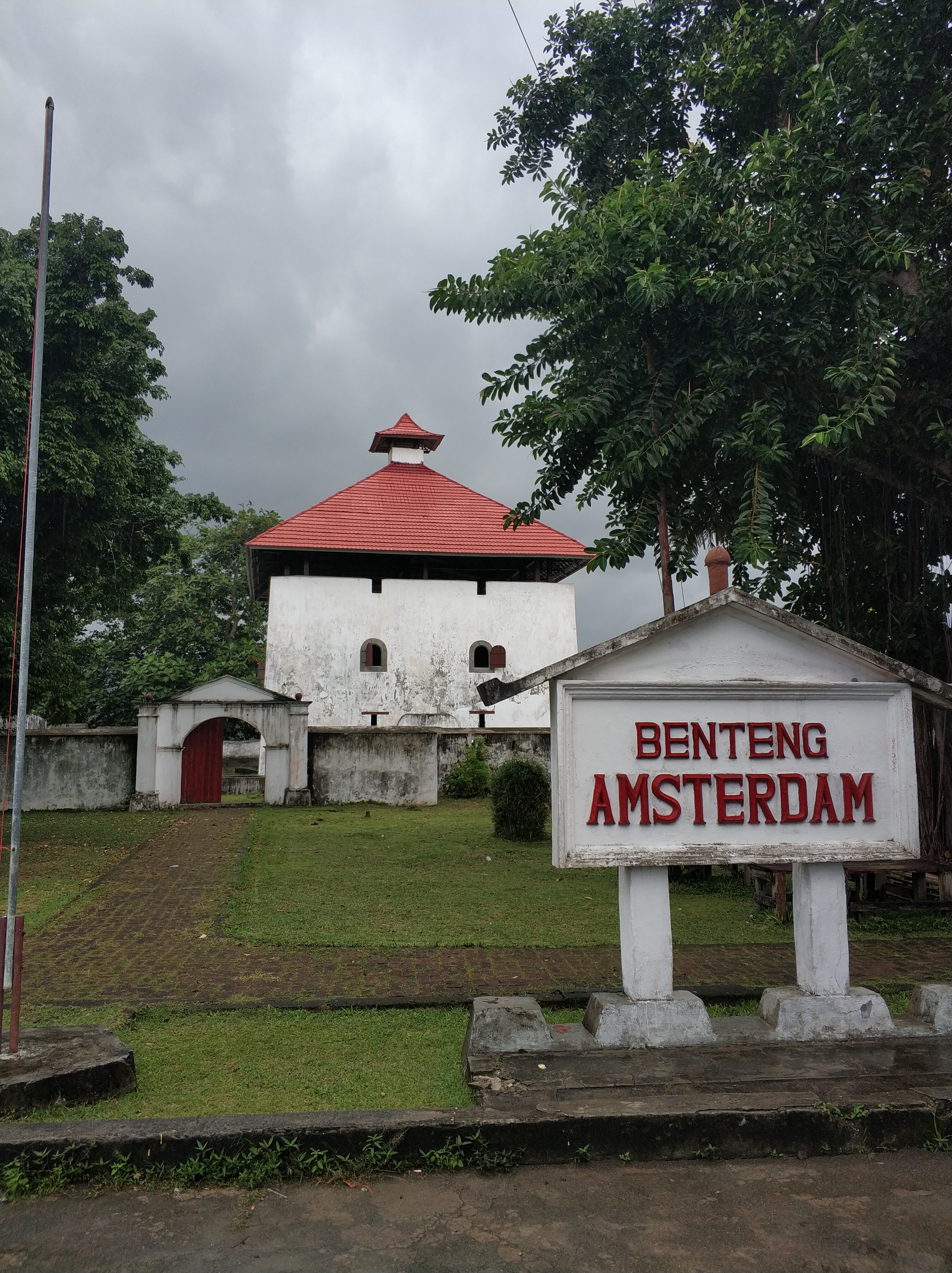
Fort Amsterdam
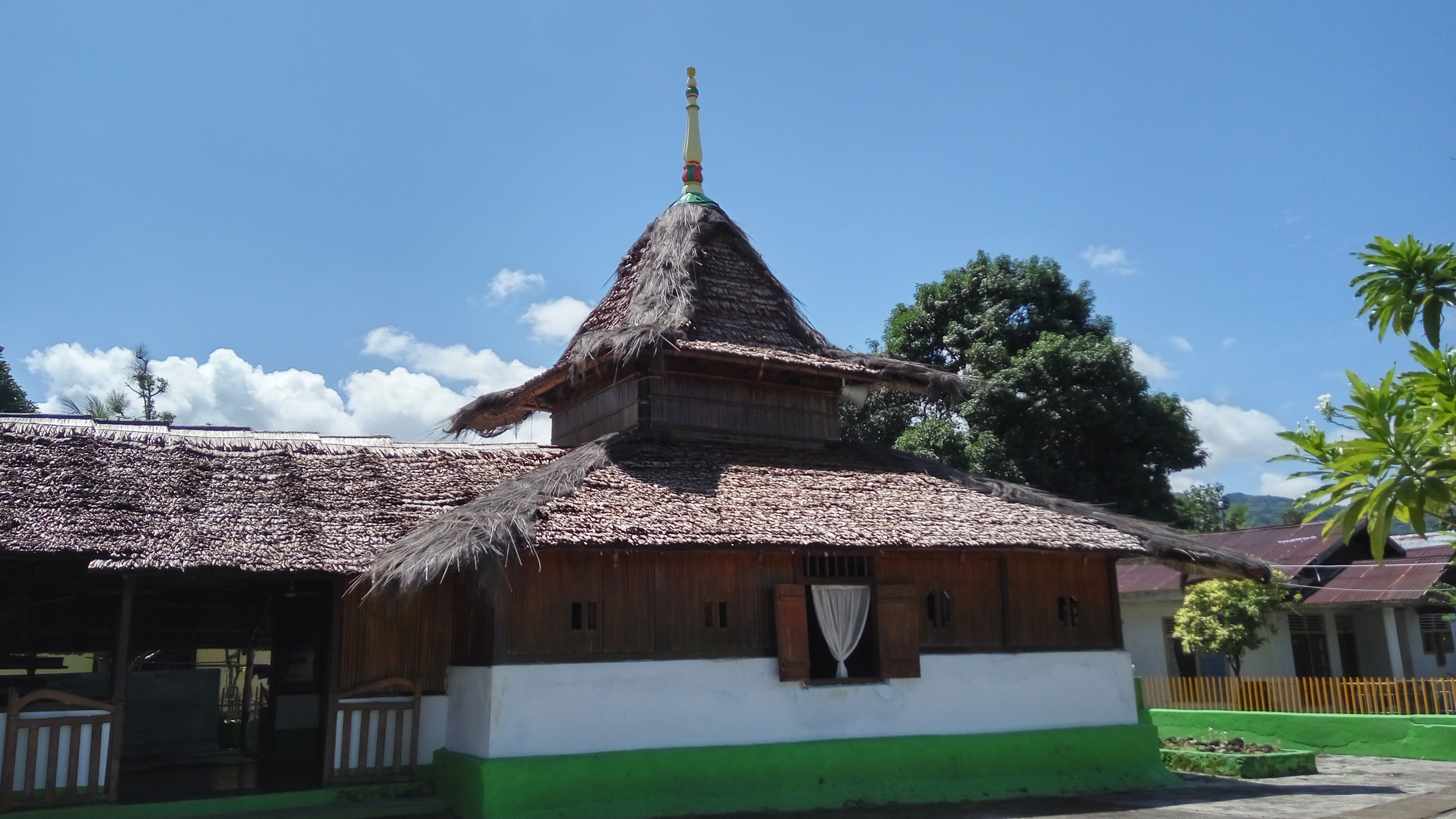
Alte Wapauwe-Moschee
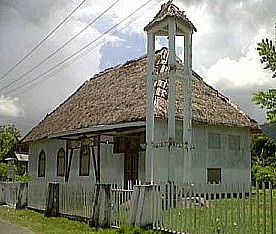
Alte Imanuel-Kirche